# Нийрагонго (территория)
Нийрагонго (англ. Nyiragongo) — Это территория в Северном Киву на востоке Демократической Республики Конго. Её площадь составляет 333 квадратных километра. По данным на 2022 год, здесь проживает 338 966 человек.
Территория Ньирагонго была учреждена президентским указом от 20 августа 1998 года.
Исторически территорией управляет народ куму, но здесь также проживают представители других этнических групп, таких как ши, нанде, хунде, хуту и тутси. 

## География
Рельеф и геология
Территория Ньирагонго, названная в честь вулкана Ньирагонго, характеризуется сложным и разнообразным ландшафтом.
Общая площадь территории составляет 333 квадратных километра. Значительная часть (170 квадратных километров) входит в состав национального парка Вирунга. Оставшаяся площадь (163 квадратных километра) является территорией проживания местного населения.
Средняя высота территории составляет около 2000 метров над уровнем моря. Ландшафт представляет собой плато, имеющее общую форму равнины с небольшим уклоном, окруженной горными массивами. Наивысшая точка территории расположена в горах Хеху и достигает высоты около 2430 метров. Другими значимыми вершинами в окрестностях являются горы Микено (4437 м), Карисимби (4506 м), Ньирагонго (3470 м) и Ньямулагира (3058 м).
Восточная часть территории характеризуется наличием потухших вулканов Карисимби, Микено и Високе. В западной части расположены действующие вулканы Ньирагонго и Ньямулагира.
Северная часть территории Ньирагонго отмечена наличием ряда холмов, включая Каньенгунзу, Киринго, Бутобия, Рухунда, Ньондо, Рвимисамби, Кабатва, Комбе и Бизуру. В данном регионе также зафиксировано наличие пещер, таких как Ньямбата, Гихари, Нгобера, Канангобера и Кироко.
Вулканическая активность способствовала формированию плодородных почв, особенно в местах, где лава обогатила землю питательными веществами.
Песчаные карьеры находятся в группе Муниджи, а глиняные карьеры - в группах Бувира и Русайо, однако их эксплуатация в настоящее время ограничена.
Растительность и гидрология
В силу ограниченности водных ресурсов, растительность в данном районе характеризуется относительной скудностью. Преобладают виды растений с поверхностной корневой системой. Участки, поросшие кустарником, в районе Кибумба вносят определенное разнообразие в общий пейзаж.
Сельскохозяйственная деятельность оказывает значительное влияние на формирование ландшафта. Выращивание садов и различных сельскохозяйственных культур придает региону характерный вид.
На территории Ньирагонго отсутствуют постоянные водоемы. Болотистая местность, расположенная в национальном парке Вирунга к северу от территории, вблизи горы Микено, является важным источником воды для местного населения. В засушливый период жители Кибумбы и Бухумбы используют воду из этого болота, находящегося примерно в пяти километрах от их населенных пунктов. Однако в периоды продолжительной засухи уровень воды в болоте снижается, что приводит к дефициту воды.
Климат
Климат территории Ньирагонго подвержен влиянию рельефа. Температура воздуха варьируется в диапазоне от 15 до 30 градусов Цельсия, а высота над уровнем моря составляет от 125 до 2700 метров.
Количество осадков является значительным и увеличивается с набором высоты. Распределение осадков в течение года неравномерно.
В Букуму преобладает умеренный климат с четко выраженными сухим и дождливым сезонами. В северной части региона выпадение осадков происходит практически непрерывно, за исключением короткого периода сухости в июне и июле.
Для южной части региона, расположенной на высоте, сопоставимой с высотой Гомы (1493 метра), характерна более сложная климатическая картина, включающая четыре сезона: дождливый сезон в ноябре, продолжительный сухой сезон в мае и июне, более короткий сухой период в январе и феврале и короткий дождливый сезон в марте и апреле.
Административное деление
Территория Ньирагонго была официально учреждена указом президента от 20 августа 1998 года. Административные основы территории были заложены приказом окружного комиссара № 58 от 22 июня 1929 года.
Управление территорией осуществляет территориальный администратор, которому оказывают содействие два помощника. Данные должностные лица назначаются Министерством внутренних дел и безопасности и отвечают за реализацию государственной политики на местном уровне. Они подотчетны губернатору провинции, представляющему как президента, так и министерство.
Территория включает в себя одно вождество — Букуму. Вождеством управляет традиционный вождь, именуемый мвами. Мвами, являющийся потомком традиционных правителей региона, имеет в своем подчинении административного секретаря, бухгалтера и других должностных лиц. Избрание мвами осуществляется из числа членов королевской семьи в соответствии с традиционными обычаями. При этом, мвами подчинен территориальному администратору, обладающему официальной властью.
Вождество Букуму разделено на семь групп, состоящих в общей сложности из 58 деревень.

## Экономика
Сельское хозяйство и животноводство
Сельское хозяйство является основным видом экономической деятельности на территории. Несмотря на то, что оно обеспечивает население продовольствием, производительность остается относительно низкой, что обусловлено ограниченными размерами земельных участков.
Большинство фермерских хозяйств имеют площадь около 0,6 гектара, что является фактором, сдерживающим объемы производства. Это может приводить к эпизодической нехватке продовольствия, особенно в периоды неблагоприятных погодных условий.
В сельском хозяйстве прослеживается тенденция к монокультурному земледелию: в южной части территории преобладает выращивание бобовых культур, в северной - овощей.
К числу наиболее распространенных сельскохозяйственных культур относятся бананы, бобы, кукуруза, сладкий картофель, морковь, лук-порей, лук, капуста и картофель. В некоторых районах также культивируются эвкалипты для различных целей.
Ранее широко распространенные пшеница и горох в настоящее время культивируются в меньших объемах, что объясняется недостаточной информированностью и снижением интереса со стороны фермеров.
Система землевладения характеризуется элементами феодальных отношений, значительная часть населения занята в качестве издольщиков.
Более 50% территории пригодно для обработки, однако наличие вулканических пород в отдельных районах ограничивает возможности для ведения сельского хозяйства и животноводства. При этом, данные скалистые участки представляют собой ценные карьеры для добычи строительного камня, что создает возможности трудоустройства, особенно для местных общин, с учетом спроса на строительные материалы в Гоме.
Животноводство является важным видом экономической деятельности, однако его развитие сдерживается ограниченной доступностью пастбищных угодий. Преобладает разведение коз, в то время как разведение крупного рогатого скота затруднено из-за дефицита пастбищ. Единственный специализированный пастбищный заповедник расположен в округе Бухумба, где сосредоточено основное поголовье крупного рогатого скота.
В засушливые периоды наблюдается перегон скота пастухами на юг в поисках воды, что может приводить к конфликтам с фермерами в связи с ущербом, наносимым банановым плантациям. На территории также разводят овец, свиней, кур и кроликов.
Периодическая вулканическая активность также оказывает влияние на сельское хозяйство и животноводство, поскольку лавовые потоки приводят к сокращению площади пахотных земель.
Торговля и коммерция
В сфере коммерции на территории наблюдается недостаточный уровень развития, при этом значительная часть населения занята в неформальном секторе розничной торговли. На территории отсутствуют крупные торговые центры, сетевые магазины или зарегистрированные компании; основная экономическая активность сосредоточена на местных рынках.
Крупнейшим рынком является рынок в Рухунде, расположенный в округе Кибумба. Рынки в Муниги и Мудже прекратили функционирование в связи со снижением торгового оборота.
Торговые потоки преимущественно ориентированы на Гому, куда жители территории выезжают для приобретения промышленных товаров и потребительской продукции. Фермерские хозяйства поставляют в Гому и на территорию Рутшуру овощи, такие как капуста, лук-порей, шпинат, морковь и различные виды зелени, используемые в кулинарии. Вместе с тем, отмечается сокращение объемов торговли на дальние расстояния, а также снижение частоты заказов из Киншасы и Кисангани, что произошло после извержения вулкана Ньирагонго 17 января 2002 года, повредившего часть инфраструктуры международного аэропорта Гома.
К числу основных коммерческих товаров относятся касикиси (традиционное банановое пиво), топливная древесина, строительный лес и древесный уголь, значительная часть которых поступает из национального парка Вирунга. Необходимо отметить, что ресурсы парка могут использоваться незаконными вооруженными формированиями.
Развитию местной экономики также способствует реализация сельскохозяйственной продукции, включая бобы, бананы, сладкий картофель, картофель и разнообразные овощи.
Рыбалка, охота и туризм
В связи с отсутствием на территории Ньирагонго озер, рек и постоянных источников воды, рыболовство не является рентабельным видом деятельности.
Несмотря на официальный запрет охоты, установленный Институтом охраны природы Конго, она все еще практикуется, в основном коренными общинами. Данные общины, несмотря на законодательные ограничения, осуществляют мелкую охоту и собирательство на территории национального парка Вирунга. В последние годы охота преимущественно сводится к добыче мелких диких грызунов.
Территория обладает потенциалом для развития туризма благодаря своему расположению в непосредственной близости от национального парка Вирунга, на территории которого сосредоточено значительное количество природных достопримечательностей. К ним относятся действующий вулкан Ньирагонго, потухшие вулканы Микено и Карисимби, а также богатое разнообразие флоры и фауны, включая находящихся под угрозой исчезновения горных горилл, привлекающих международное внимание.
К историческим достопримечательностям относится кладбище времен Первой мировой войны, расположенное в Ньякабанде, в районе Кибати вдоль дороги Гома-Рутшуру.
Развитие туристического сектора сдерживается проблемами, связанными с нестабильной ситуацией в области безопасности и недостаточным объемом инвестиций в гостиничный бизнес.
Вулканическая активность
Ньирагонго - один из наиболее активных вулканов в восточной части Демократической Республики Конго. Он также является одним из немногих стратовулканов в мире, в кратере которого находится постоянное лавовое озеро.
Вулкан расположен в западной части Восточно-Африканской рифтовой долины, в провинции Вирунга, в центральной части озера Киву, вдоль главной оси разлома, проходящей с севера на юг. Активность вулкана может быть связана с динамикой тектонических процессов.
За последние десятилетия наблюдалась серия крупных извержений Ньирагонго, при которых лава вытекала из трещин, расположенных на склонах вулкана, а не из его центрального кратера. Эти извержения произошли 10 января 1977 года, 17 января 2002 года и, наиболее недавнее, 22 мая 2021 года.
Основная вулканическая активность Ньирагонго происходит внутри кратера, где наблюдается активное перемещение лавового озера. Среди значимых внутрикратерных событий можно выделить возобновление активности лавового озера 23 июня 1994 года после периода покоя, а также формирование нового жерла 28 февраля 2016 года, которое спровоцировало серию вулканических землетрясений.
С 2016 по 2021 год лавовое озеро находилось в состоянии постоянной активности, до тех пор, пока не произошло его осушение во время извержения 2021 года. В результате этого извержения лавовый поток из бокового жерла распространился на несколько километров к юго-востоку от вулкана. Лавовое озеро кратковременно возобновило активность 28 сентября 2021 года и сохранялось в таком состоянии до декабря того же года.
Мониторинг вулканической активности Ньирагонго и прогнозирование возможных извержений требуют комплексного подхода, включающего анализ выбросов газов, сейсмичности и деформации земной поверхности.
Изменения в выбросах диоксида серы (SO2) являются ключевыми индикаторами изменений в магматической системе вулкана. Размещение мини-станции DOAS (дифференциальной оптической абсорбционной спектроскопии) вблизи вулкана позволяет осуществлять непрерывный мониторинг выбросов SO2, что дает информацию о подъеме магмы.
Неожиданный характер извержения 2021 года, не сопровождавшегося явными предварительными признаками, подчеркивает необходимость дальнейших исследований сейсмической активности и дегазации Ньирагонго. Исследования, проведенные в период с 2014 по 2017 год, показывают, что для вулкана характерен почти постоянный фоновый уровень сейсмической активности и низкий уровень выбросов SO2. Это указывает на необходимость совершенствования методов мониторинга для повышения точности прогнозирования будущих извержений.

## Культура
Демография
На территории Ньирагонго в последние годы отмечается значительный рост численности населения. В 2011 году население составляло 67 208 человек, а плотность населения - 412 человек на квадратный километр. К 2022 году численность населения возросла до 338 966 человек, включая 44 371 мужчину, 49 676 женщин, 115 267 мальчиков и 129 652 девочки в возрасте до 18 лет.
Образование и здравоохранение
В сфере образования на территории Ньирагонго в прошлом отмечался определенный прогресс, однако его развитие ограничивалось рядом социальных и управленческих факторов, оказывавших сдерживающее воздействие на интеллектуальное развитие. Часть жителей, стремясь получить более качественное образование, переезжали в другие регионы. В последнее время отмечается повышенное внимание к вопросам образования, и растет число семей, стремящихся обеспечить своим детям качественное образование.
Несмотря на позитивные тенденции, территория сталкивается с серьезными проблемами, в том числе с недостаточным количеством учебных заведений. Местное население выражает потребность в увеличении инвестиций со стороны правительства в расширение образовательной инфраструктуры для удовлетворения растущего спроса на качественное образование.
Медицинское обслуживание на территории Ньирагонго обеспечивается в рамках национальной системы здравоохранения. В нее входят четыре основных медицинских центра: Каньяручинья (два медицинских пункта), Муджа (два медицинских пункта), Кимбамба (четыре медицинских пункта) и Кизиба II (три медицинских пункта).
Данные медицинские учреждения сталкиваются с рядом проблем, в частности, с нехваткой медицинского оборудования, основных медикаментов и необходимого лабораторного инструмента.
Религия и спорт
В религиозном отношении преобладает христианство, представленное преимущественно католицизмом и протестантизмом. Также отмечается присутствие незначительного количества мусульман и последователей веры бахаи, в особенности в группе Муджа.
Футбол является наиболее популярным видом спорта, особенно среди молодежи. На территории регулярно проводятся местные матчи, при этом лидеры общин, включая мвами, иногда оказывают поддержку развитию этого вида спорта, предоставляя футбольные мячи. Вместе с тем, инфраструктура для занятий спортом развита недостаточно. Большинство спортивных площадок находятся в неудовлетворительном состоянии, наблюдаются ограничения в доступе к необходимому оборудованию и квалифицированным специалистам.
Жилье и инфраструктура
Условия проживания различаются в зависимости от региона. В южной части территории, включающей районы Русайо, Муджа и Кибати (Мутахо), преобладают дома, построенные из недолговечных материалов, таких как древесина. Некоторые здания возведены из соломы и покрыты брезентом.
В северной части территории, включающей районы Кибумба и Бухумба, преобладают дома, построенные из более прочных материалов.
Развитие инфраструктуры представляет собой сложную задачу, несмотря на то, что наличие дорог облегчает транспортировку сельскохозяйственной продукции и доступ к населенным пунктам.
Через территорию проходит национальная дорога, к которой примыкают несколько сельскохозяйственных подъездных путей, восстановленных при участии международных организаций, таких как EPER, наблюдательных миссий ООН в ДРК и ActionAid. Данные дороги играют важную роль в поддержке местной экономики и реагировании на чрезвычайные ситуации, особенно во время извержений вулканов.
На территории также наблюдается высокий уровень развития телекоммуникаций: примерно 70% населения имеют мобильные устройства.

## Проблемы с безопасностью
На территории расположен город Кибумба, находящийся примерно в 20 километрах к северу от Гомы, вдоль главной дороги.
В ноябре 2022 года город перешел под контроль группировки M23, что привело к перемещению значительной части местного населения в результате боевых действий. 23 декабря того же года M23 покинула Кибумбу в рамках реализации мирного соглашения, достигнутого при посредничестве Анголы.
В ноябре 2022 года в лагерях для внутренне перемещенных лиц Рутшуру, расположенных на территории Ньирагонго в Северном Киву, были зарегистрированы случаи смерти. По имеющимся данным, в медицинском центре Каньяручинья и больнице CBCA Ндошо скончались 44-летняя женщина и семеро детей.